# 僕なんか
「僕なんか」（ぼくなんか）は、日本の女性アイドルグループ日向坂46の楽曲。秋元康が作詞、温詞が作曲した。2022年6月1日に7枚目のシングルとしてSony Recordsより発売された。楽曲のセンターポジションは小坂菜緒が務めた。

## 背景とリリース
前作『ってか』以来、約7か月ぶりのリリースとなる。『ドレミソラシド』以来となる完全ノンタイアップシングルである。
Blu-ray付属の初回仕様限定盤TYPE-A・B・C・D、CDのみの通常盤の全5形態での発売。
2022年3月30日と31日の2日間で開催された『3周年記念MEMORIAL LIVE 〜3回目のひな誕祭〜』の2日目公演のアンコールで本作の発売が発表され、表題曲がサプライズ披露された。同日、新たなアーティスト写真と表題曲のフォーメーションが公開された。
前作では小坂菜緒が活動休止中ゆえに不参加であったため、前々作『君しか勝たん』以来2作ぶりにメンバー22人全員が参加する作品となる。小坂は活動再開後、初の参加作品となる本作で、自身5作目のセンターポジションを務めた。さらに、本作の活動をもってグループを卒業する渡邉美穂にとっては最後のシングル作品となり、本作発売時点での在籍メンバー22人での最後の作品となる。
TYPE-A・B・C・Dには特典映像として「ひなたのバス旅」が収録されている。
表題曲のMVは公開からおよそ33時間でYouTubeでの再生回数が100万回を突破し、公開からおよそ1か月半後の2022年5月23日には500万回を突破した。
発売に先立ち、2022年5月18日には、YouTubeチャンネル『THE FIRST TAKE』で齊藤京子が表題曲のアレンジバージョンをソロ歌唱する動画が公開された。
2022年5月25日、公式サイトで本作の発売に併せ販売された、オンラインミート＆グリート参加権利付きCDが全メンバー分完売したと発表。日刊スポーツは「全メンバー分が完売するのは異例」と報じている。
なお、当初は2022年5月11日に発売予定だったが、複数メンバーの新型コロナウイルス感染症感染により制作上の不都合が生じたため、同年6月1日に発売延期となった。

## アートワーク
| TYPE-A 表 | 小坂菜緒                                 |
| TYPE-A 裏 | 渡邊美穂                                 |
| TYPE-B 表 | 佐々木久美・佐々木美玲                   |
| TYPE-B 裏 | 山口陽世・影山優佳                       |
| TYPE-C 表 | 金村美玖・上村ひなの                     |
| TYPE-C 裏 | 森本茉莉・潮紗理菜                       |
| TYPE-D 表 | 濱岸ひより・加藤史帆・丹生明里・富田鈴花 |
| TYPE-D 裏 | 宮田愛萌・高瀬愛奈                       |
| 通常盤 表 | 東村芽依・松田好花・河田陽菜・齊藤京子   |
| 通常盤 裏 | 髙橋未来虹・高本彩花                     |

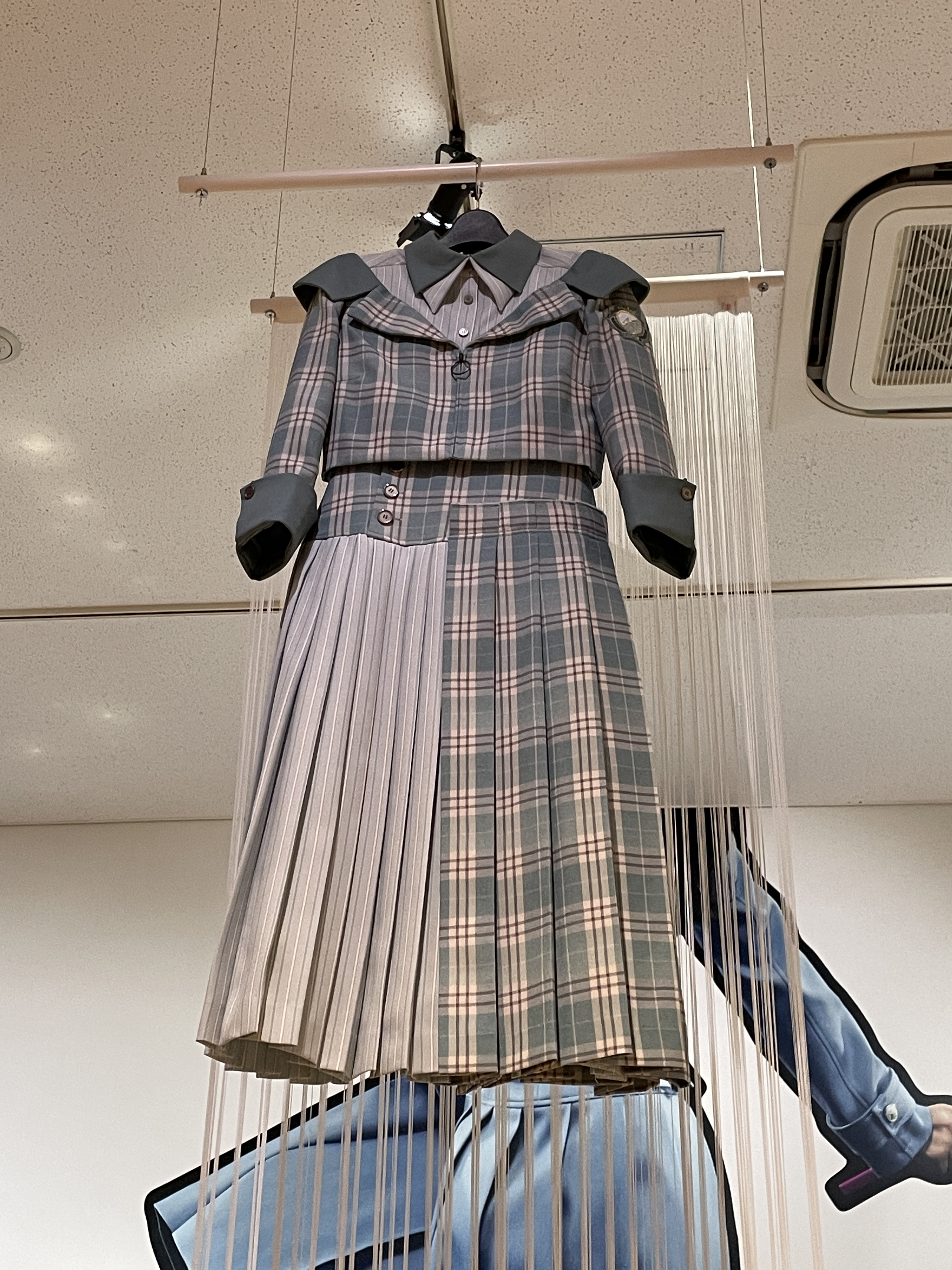
六本木ミュージアムの日向坂46展「WE R!」で展示された『僕なんか 』の衣装（2024年5月13日撮影）

ジャケット写真はリバーシブル仕様で「サンデーサニーガールズ」をイメージし撮影された。

## チャート成績
オリコンチャート
初週44万2000枚を売り上げ、2022年6月13付の「オリコンシングルランキング」で初登場週間1位を獲得した。これで、1stシングル『キュン』から7作連続・通算7作目の1位獲得となった。自身がもつ1stシングルから6作連続初週30万枚超えの女性アーティスト歴代記録を7作連続に更新し、男性アーティストも含めた歴代記録はKAT-TUNと並び、歴代3位タイとなった。
Billboard JAPAN
初週47万8142枚を売り上げ、2022年6月8日公開の「Billboard Japan Top Singles Sales」で初登場週間1位を獲得した。また、同日公開の「Billboard Japan Hot 100」でも表題曲「僕なんか」が週間1位を獲得した。

## ミュージック・ビデオ

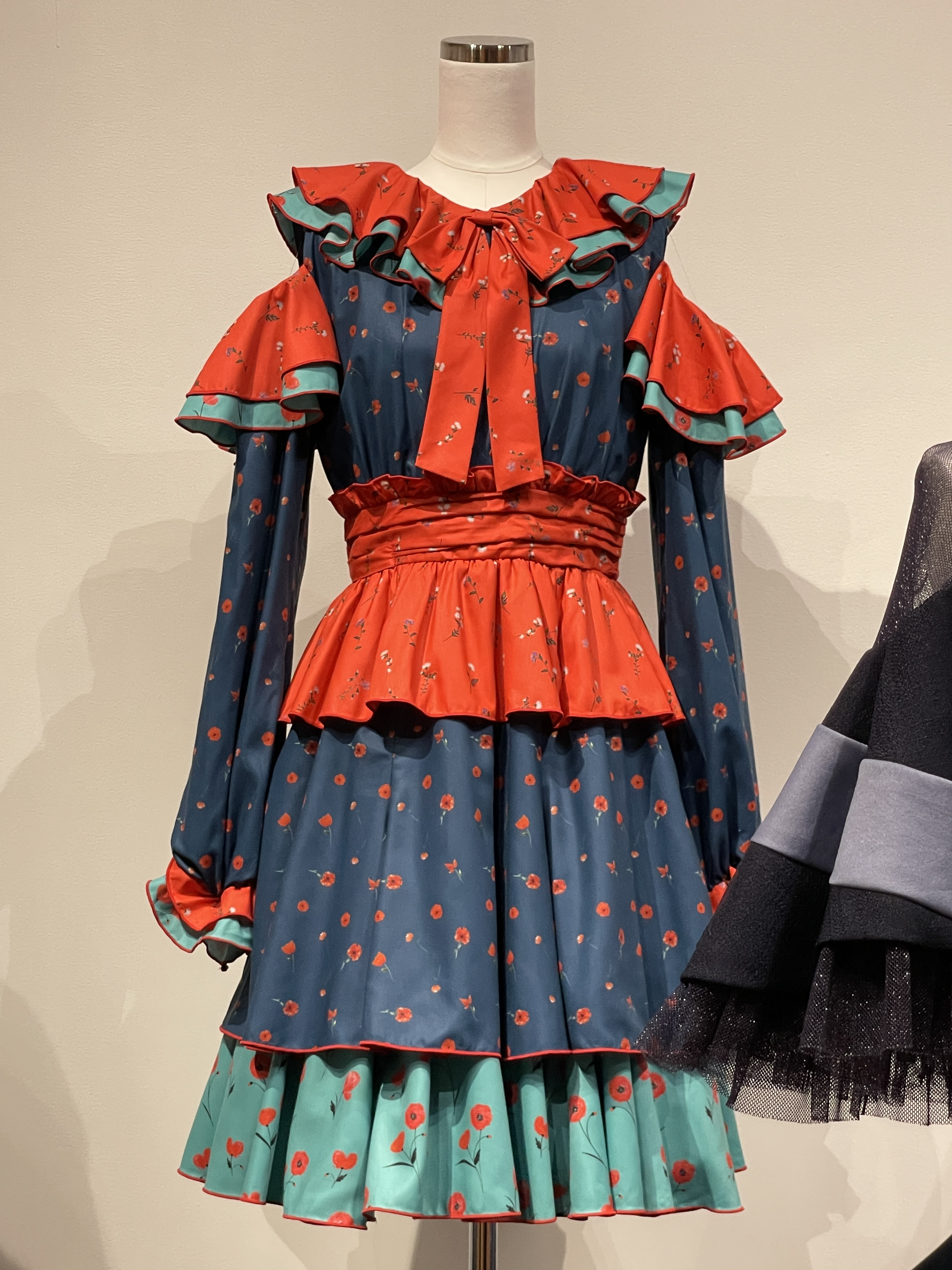
六本木ミュージアムの日向坂46展「WE R!」で展示された『真夜中の懺悔大会』のミュージック衣装（2024年5月13日撮影）

僕なんか
監督：安藤隼人 / 振付：CRE8BOY / 制作：P.I.C.S.
動画編集をしている小坂菜緒が見つめるモニターの中の世界には他の日向坂46メンバーがいた。その世界に入り込み、メンバーと合流した小坂はビルが消え去っていく地で一緒にパフォーマンスをする。“本当の仲間と一緒にいること、そして出会えることの喜び〟をコンセプトに制作された。監督の安藤隼人によると、「たとえ世界にどんな事が起きようとも、強い絆で結ばれる彼女たち」を表現したという。
飛行機雲ができる理由
監督：松本壮史 / 振付：木下菜津子 / 制作：AOI Pro.
真夜中の懺悔大会
監督：荒伊玖磨 / 振付：TAKAHIRO / 制作：GunsRock Inc.
恋した魚は空を飛ぶ
監督：大久保拓朗 / 振付：CRE8BOY / 制作：P.I.C.S.
ゴーフルと君
監督：頃安祐良 / 振付：いりぽん / 制作：PARADE Tokyo

## メディアでの使用
飛行機雲ができる理由
日向坂46ドキュメンタリー映画『希望と絶望 その涙を誰も知らない』の主題歌。

## シングル収録トラック

### TYPE-A
| #         | タイトル                                      | 作詞      | 作曲           | 編曲          | 時間  |
| --------- | --------------------------------------------- | --------- | -------------- | ------------- | ----- |
| 1.        | 「僕なんか」                                  | 秋元康    | 温詞           | 温詞、TomoLow | 4:29  |
| 2.        | 「飛行機雲ができる理由」                      | 秋元康    | 小網準         | 若田部誠      | 4:30  |
| 3.        | 「もうこんなに好きになれない」                | 秋元康    | なかざわけんじ | 田中昇吾      | 4:13  |
| 4.        | 「僕なんか off vocal ver.」                   |           | 温詞           | 温詞、TomoLow | 4:29  |
| 5.        | 「飛行機雲ができる理由 off vocal ver.」       |           | 小網準         | 若田部誠      | 4:30  |
| 6.        | 「もうこんなに好きになれない off vocal ver.」 |           | なかざわけんじ | 田中昇吾      | 4:12  |
| 合計時間: | 合計時間:                                     | 合計時間: | 合計時間:      | 合計時間:     | 26:23 |

| #  | タイトル                             | 作詞 | 作曲・編曲 | 監督     |
| -- | ------------------------------------ | ---- | ---------- | -------- |
| 1. | 「僕なんか Music Video」             |      |            | 安藤隼人 |
| 2. | 「飛行機雲ができる理由 Music Video」 |      |            | 松本壮史 |
| 3. | 「ひなたのバス旅 ～一期生編～」      |      |            |          |

### TYPE-B
| #         | タイトル                                | 作詞      | 作曲             | 編曲             | 時間  |
| --------- | --------------------------------------- | --------- | ---------------- | ---------------- | ----- |
| 1.        | 「僕なんか」                            | 秋元康    | 温詞             | 温詞、TomoLow    | 4:29  |
| 2.        | 「飛行機雲ができる理由」                | 秋元康    | 小網準           | 若田部誠         | 4:30  |
| 3.        | 「ゴーフルと君」                        | 秋元康    | 辻村有記、伊藤賢 | 辻村有記、伊藤賢 | 3:18  |
| 4.        | 「僕なんか off vocal ver.」             |           | 温詞             | 温詞、TomoLow    | 4:29  |
| 5.        | 「飛行機雲ができる理由 off vocal ver.」 |           | 小網準           | 若田部誠         | 4:30  |
| 6.        | 「ゴーフルと君 off vocal ver.」         |           | 辻村有記、伊藤賢 | 辻村有記、伊藤賢 | 3:16  |
| 合計時間: | 合計時間:                               | 合計時間: | 合計時間:        | 合計時間:        | 24:32 |

| #  | タイトル                        | 作詞 | 作曲・編曲 | 監督     |
| -- | ------------------------------- | ---- | ---------- | -------- |
| 1. | 「僕なんか Music Video」        |      |            | 安藤隼人 |
| 2. | 「ゴーフルと君 Music Video」    |      |            | 頃安祐良 |
| 3. | 「ひなたのバス旅 ～二期生編～」 |      |            |          |

### TYPE-C
| #         | タイトル                                | 作詞      | 作曲               | 編曲          | 時間  |
| --------- | --------------------------------------- | --------- | ------------------ | ------------- | ----- |
| 1.        | 「僕なんか」                            | 秋元康    | 温詞               | 温詞、TomoLow | 4:29  |
| 2.        | 「飛行機雲ができる理由」                | 秋元康    | 小網準             | 若田部誠      | 4:30  |
| 3.        | 「真夜中の懺悔大会」                    | 秋元康    | SoichiroK、TomoLow | TomoLow       | 4:06  |
| 4.        | 「僕なんか off vocal ver.」             |           | 温詞               | 温詞、TomoLow | 4:29  |
| 5.        | 「飛行機雲ができる理由 off vocal ver.」 |           | 小網準             | 若田部誠      | 4:30  |
| 6.        | 「真夜中の懺悔大会 off vocal ver.」     |           | SoichiroK、TomoLow | TomoLow       | 4:05  |
| 合計時間: | 合計時間:                               | 合計時間: | 合計時間:          | 合計時間:     | 26:09 |

| #  | タイトル                         | 作詞 | 作曲・編曲 | 監督     |
| -- | -------------------------------- | ---- | ---------- | -------- |
| 1. | 「僕なんか Music Video」         |      |            | 安藤隼人 |
| 2. | 「真夜中の懺悔大会 Music Video」 |      |            | 荒伊玖磨 |
| 3. | 「ひなたのバス旅 ～三期生編～」  |      |            |          |

### TYPE-D
| #         | タイトル                                | 作詞      | 作曲       | 編曲          | 時間  |
| --------- | --------------------------------------- | --------- | ---------- | ------------- | ----- |
| 1.        | 「僕なんか」                            | 秋元康    | 温詞       | 温詞、TomoLow | 4:29  |
| 2.        | 「飛行機雲ができる理由」                | 秋元康    | 小網準     | 若田部誠      | 4:30  |
| 3.        | 「恋した魚は空を飛ぶ」                  | 秋元康    | 野村陽一郎 | 野村陽一郎    | 5:05  |
| 4.        | 「僕なんか off vocal ver.」             |           | 温詞       | 温詞、TomoLow | 4:29  |
| 5.        | 「飛行機雲ができる理由 off vocal ver.」 |           | 小網準     | 若田部誠      | 4:30  |
| 6.        | 「恋した魚は空を飛ぶ off vocal ver.」   |           | 野村陽一郎 | 野村陽一郎    | 5:04  |
| 合計時間: | 合計時間:                               | 合計時間: | 合計時間:  | 合計時間:     | 28:07 |

| #  | タイトル                           | 作詞 | 作曲・編曲 | 監督       |
| -- | ---------------------------------- | ---- | ---------- | ---------- |
| 1. | 「僕なんか Music Video」           |      |            | 安藤隼人   |
| 2. | 「恋した魚は空を飛ぶ Music Video」 |      |            | 大久保拓朗 |
| 3. | 「ひなたのバス旅 ～作戦会議編～」  |      |            |            |
| 4. | 「ひなたのバス旅 ～おまけ編～」    |      |            |            |

### 通常盤
| #         | タイトル                                      | 作詞      | 作曲      | 編曲          | 時間  |
| --------- | --------------------------------------------- | --------- | --------- | ------------- | ----- |
| 1.        | 「僕なんか」                                  | 秋元康    | 温詞      | 温詞、TomoLow | 4:29  |
| 2.        | 「飛行機雲ができる理由」                      | 秋元康    | 小網準    | 若田部誠      | 4:30  |
| 3.        | 「知らないうちに愛されていた」                | 秋元康    | BASEMINT  | BASEMINT      | 4:57  |
| 4.        | 「僕なんか off vocal ver.」                   |           | 温詞      | 温詞、TomoLow | 4:29  |
| 5.        | 「飛行機雲ができる理由 off vocal ver.」       |           | 小網準    | 若田部誠      | 4:30  |
| 6.        | 「知らないうちに愛されていた off vocal ver.」 |           | BASEMINT  | BASEMINT      | 4:56  |
| 合計時間: | 合計時間:                                     | 合計時間: | 合計時間: | 合計時間:     | 27:51 |

### Special Edition
| 全作詞: 秋元康。 |                                |           |                    |                  |      |
| #                | タイトル                       | 作詞      | 作曲               | 編曲             | 時間 |
| 1.               | 「僕なんか」                   | 秋元康    | 温詞               | 温詞、TomoLow    | 4:29 |
| 2.               | 「飛行機雲ができる理由」       | 秋元康    | 小網準             | 若田部誠         | 4:30 |
| 3.               | 「もうこんなに好きになれない」 | 秋元康    | なかざわけんじ     | 田中昇吾         | 4:13 |
| 4.               | 「ゴーフルと君」               | 秋元康    | 辻村有記、伊藤賢   | 辻村有記、伊藤賢 | 3:18 |
| 5.               | 「真夜中の懺悔大会」           | 秋元康    | SoichiroK、TomoLow | TomoLow          | 4:06 |
| 6.               | 「恋した魚は空を飛ぶ」         | 秋元康    | 野村陽一郎         | 野村陽一郎       | 5:05 |
| 7.               | 「知らないうちに愛されていた」 | 秋元康    | BASEMINT           | BASEMINT         | 4:57 |
| 合計時間:        | 合計時間:                      | 合計時間: | 合計時間:          | 30:38            |      |

## 選抜メンバー

### 僕なんか
（センター：小坂菜緒）
- 3列目：潮紗理菜、山口陽世、高瀬愛奈、影山優佳、渡邉美穂、高本彩花、宮田愛萌、森本茉莉、髙橋未来虹[11]
- 2列目：濱岸ひより、東村芽依、河田陽菜、加藤史帆、齊藤京子、丹生明里、松田好花、富田鈴花[11]
- 1列目：上村ひなの、佐々木久美、小坂菜緒、佐々木美玲、金村美玖[11]

小坂は4thシングル『ソンナコトナイヨ』以来3作ぶり5作目のセンターポジション。佐々木久美と上村は表題曲では初、佐々木美玲は1stシングル『キュン』以来シングル6作ぶりのフロントポジションとなった。また、富田は4thシングル『ソンナコトナイヨ』以来3作ぶり、濱岸は5thシングル『君しか勝たん』以来2作ぶりの2列目ポジションとなった。また、これまで1列目だった加藤が初めて2列目のポジションとなった。

### 飛行機雲ができる理由
（センター：小坂菜緒）
- 3列目：潮紗理菜、山口陽世、高瀬愛奈、影山優佳、渡邉美穂、高本彩花、宮田愛萌、森本茉莉、髙橋未来虹[44]
- 2列目：濱岸ひより、東村芽依、河田陽菜、加藤史帆、齊藤京子、丹生明里、松田好花、富田鈴花[44]
- 1列目：上村ひなの、佐々木久美、小坂菜緒、佐々木美玲、金村美玖[44]

フォーメーションは表題曲と同一。

### もうこんなに好きになれない
- 濱岸ひより、小坂菜緒、金村美玖（2002年組）[44]

 春のユニット祭り おひさまベスト・プレイリスト2021で初披露された楽曲。

### ゴーフルと君
（センター：山口陽世）
- 森本茉莉、山口陽世、上村ひなの、髙橋未来虹[44]

3期生の楽曲。

### 真夜中の懺悔大会
（センター：潮紗理菜）
- 2列目：佐々木美玲、東村芽依、齊藤京子、加藤史帆、高本彩花、佐々木久美[44]
- 1列目：高瀬愛奈、潮紗理菜、影山優佳[44]

1期生の楽曲。

### 恋した魚は空を飛ぶ
（センター：渡邉美穂）
- 2列目：富田鈴花、河田陽菜、松田好花、丹生明里、宮田愛萌、濱岸ひより[44]
- 1列目：金村美玖、渡邉美穂、小坂菜緒[44]

2期生の楽曲。

### 知らないうちに愛されていた
- 潮紗理菜、影山優佳、加藤史帆、齊藤京子、佐々木久美、佐々木美玲、高瀬愛奈、高本彩花、東村芽依、金村美玖、河田陽菜、小坂菜緒、富田鈴花、丹生明里、濱岸ひより、松田好花、宮田愛萌、渡邉美穂、上村ひなの、髙橋未来虹、森本茉莉、山口陽世

歌唱メンバーは表題曲と同一。